# Carlos (Film)
Carlos ist ein von Hans W. Geißendörfer in Israel produzierter Western, eine Adaption von Schillers Don Karlos. Die Erstaufführung des Films fand im Studienprogramm des Bayerischen Rundfunks am 20. November 1971 statt.

## Handlung
Im Südwesten, Ende des 19. Jahrhunderts, wird die Bevölkerung von Großgrundbesitzer Philipp ausgebeutet. Die Herrschaft sichert ihm dabei der angeheuerte Ligo mit seinen zwielichtigen Leuten. Carlos, der Sohn Philipps, steht ihm sehr kritisch gegenüber und führt eine Revolte von Arbeitern und Bauern gegen seinen Vater an. Die Bäuerin Lisa, die Carlos liebt, schießt auf Philipp, wird aber von Ligo getötet. In einem Vater-Sohn-Duell erschießt Philipp seinen Sohn.

## Kritiken
„Versuch einer Schiller-Adaption (Don Carlos) im Western-Gewand. Regisseur Geissendörfer argumentiert für einen gesellschaftspolitischen Problemfilm zu wenig und für einen spannenden Genrefilm zuviel. Daher macht dieses an sich interessante Experiment einen reichlich unausgegorenen Eindruck, zumal es seinen Inspirationsquellen allzu deutlich verhaftet bleibt.“

„Wie ähnliche deutsche Experimente der Zeit ist (der Film) das Resultat eines Flirts mit dem Trivialfilm, wobei im Fall Geissendörfers der Flirt von Herablassung gegenüber Schiller wie dem Western bestimmt ist; hätte er sich statt dessen entschlossen, seine literarische Vorlage oder das gewählte Genre oder beide zu vergewaltigen oder, noch besser, eine Komödie daraus zu machen, wäre aus Carlos vielleicht etwas Interessantes geworden.“

„Mit „Carlos“ ist Geissendörfer ein beispielhafter Trivialfilm gelungen: ein europäischer Western, der in der wirksamen Anordnung der längst zu Klischees gewordenen Westernelemente Sergio Leones „Spiel mir das Lied vom Tod“ zumindest ebenbürtig ist.“

## Bemerkungen
Strenggenommen ist der Film kein Western, da die Handlung irgendwo im Süden Europas angesiedelt ist.
Der Film war jahrelang nicht zu sehen, erschien aber schließlich auf DVD bei Arthaus.